# Blatnicai-mikulčicei horizont
A blatnicai-mikulčicei horizont az Avar Kaganátus politikai megszűnése és a Nagymorávia, valamint Nyitrai Fejedelemség kialakulása közötti időszak (800–830) jellemző régészeti kultúrája.

## Időrend és meghatározás
Az Avar Kaganátus meggyengülése, széthullása, majd a Kárpát-medence nyugati részeinek Karoling érdekkörbe vonása évtizedekig elhúzódó, területenként eltérő jellegzetességeket mutató folyamat volt. A Duna vonalától északra a 830-as években két, a kutatás által szlávnak tartott politikai alakulat emelkedett fel: a Morva Fejedelemség, valószínűleg Mikulčice központtal, valamint a Nyitra székhelyű Nyitrai Fejedelemség. A két szláv központ hatalmi területe ebben az időben egyelőre nem határozható meg pontosan.
Mivel a legkorábbi „klasszikus” nagymorva leletanyagot a 9. század középső harmadára helyezték, továbbá mert a szláv kutatás az avarok 9. század eleji kipusztulásával vagy elszlávosodásából számolt, az avar kort követő periódus meghatározása szükségességé vált. Jan Eisner a blatnicai lelet alapján nevezte el 1952-ben a fenti szakaszt blatnicai leletkörnek, majd Josef Poulík bővítette ki morvaországi párhuzamok alapján 1963-ban blatnicai-mikulčicei horizont néven. Darina Bialeková megpróbálta a horizont anyagi kultúráját (részben) meghatározni, ezen felosztása azonban nem bizonyult teljes mértékben helytállónak és az utóbbi időben számos jogos kritika érte.

## Anyagi kultúra
Az időszak leletanyagát a szláv régészeti kutatás máig nem határozta meg pontosan. Ez annál is nehezebb, mivel az egyik névadó blatnicai lelet értelmezése sem egyértelmű (gazdag lovassír, két lovas sírja, kincslelet), mivel az nem dokumentált régészeti ásatás útján került elő, hanem báró Révay Ferenc magángyűjteményéből származik. Mikulčice lelőhelyén számos templom, templom körüli temető és egy hatalmas erődített komplexum került napvilágra, melynek azonban a korai időszakra keltezhető leletei, elsősorban telepjelenségekből és rétegsorokból erednek.
A korszakból még gyakoriak a késő avar jellegű leletek, ezek leletösszefüggései azonban ismeretlenek, így nem egyértelmű hogy ezek miként kerültek a szláv lelőhelyekre (funkcionális tárgyak, alapanyag). Az előkerült tárgyak többsége (elsősorban a hosszú, kétélű kardok és sarkantyúk) frank peremkultúrára utalnak. A morva és nyitrai fejedelemségek különféle kapcsolatban álltak a Frank Birodalommal, a dunai bolgár állammal és Bizánccal. A vitathatatlanul avar eredetű tárgyakat a csehszlovák, majd szlovák régészet késő avar ötvösmesterek tevékenységével vagy avar-szláv együttéléssel magyarázta.

## Etnikai interpretáció
A csehszlovák, majd az 1993 utáni szlovák régészetre a továbbélő avar lakosság figyelembe vétele vagy a 9. század első harmada változásainak Karoling peremkultúraként való definiálása helyett a szláv etnikai értelmezés jellemző. Sokan rámutattak ennek  aktuálpolitikai hátterére: a két világháború között a csehszlovák állam részének számító Kárpátalját is a „Nagymorva Birodalom” részének tekintették, míg az 1945 utáni kutatás a prágai kerámia és a zsitomiri típusú kerámia elterjedését a második világháború utáni szovjet–csehszlovák államhatár alapján húzta meg. A nem egy esetben nemzetpolitikai szemléletű szlovák régészet sajátossága, hogy a történelmileg jelentős és régészetileg jól feltárt morvaországi központok (Staré Město, Mikulčice, Břeclav Pohansko) helyett a szerényebb felvidéki leleteket helyezi középpontba.